# 2009 nos direitos LGBT

## Eventos

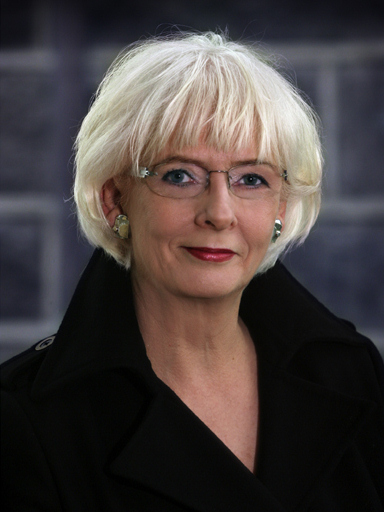
Jóhanna Sigurðardóttir, primeira-ministra da Islândia.

### Janeiro
- 1 de janeiro —
  - O casamento entre pessoas do mesmo sexo passa a vigorar na Noruega.[1][2]
  - Chipre do Norte torna-se a última parte da Europa a legalizar a homossexualidade masculina, como um novo código penal, depois de uma mudança na lei proposta em outubro de 2006.[3]

### Fevereiro
- 1 de fevereiro — Jóhanna Sigurðardóttir torna-se primeira-ministra da Islândia, a primeira chefe de governo abertamente gay do mundo moderno.[4]
- 9 de fevereiro — A Parceria Doméstica Registrada passa a vigorar em Phoenix, Arizona.[5]
- 10 de fevereiro — o governador republicano de Utah, Jon Huntsman, diz que apoia uniões civis.[6]
- 12 de fevereiro —
  - No Congresso dos Estados Unidos, o congressista Jerrold Nadler de Nova Iorque e o senador Patrick Leahy de Vermont reapresentam o Uniting American Families Act (UAFA) (H.R.1024 & S.424).[7][8]
  - O governo da Hungria aprova um novo projeto de parceria registrada que é aplicável somente aos casais homossexuais, reconhecendo todos os direitos do casamento exceto a adoção e a possibilidade de usar o mesmo sobrenome. A legislação sobre parceria registrada já havia sido aprovada em 2007, mas foi declarada inconstitucional dezesseis dias antes de produzir seus efeitos, devido a duplicar os direitos já existentes na lei de casmento para casais de sexos opostos.
- 12 de fevereiro - o projeto de união civil do Havaí é aprovado na assembleia estadual por 33-17.[9]
- 18 de fevereiro - Todos os cinco projetos chamados de Common Ground Initiative que estendiam direitos LGBT em Utah foram derrotados.[10]
- 19 de fevereiro -  O Senado de Dakota do Norte aprova, por 27 a 19, uma emenda à Lei de Direitos Humanos que inclui gays, lésbicas e transgêneros.[11]
- 20 de fevereiro - Um projeto que criminaliza a homossexualidade é rejeitado no Senado de Burundi.[12]
- 23 de fevereiro - A Assembleia Legislativa do Colorado aprova um projeto de benefícios aos parceiros domésticos que torna mais fácil aos parceiros não casados, incluindo gays e lésbicas, a tomar decisões pelos parceiros incapacitados e deixar propriedades aos parceiros.[13]
- 24 de fevereiro - O Senado do Colorado aprova o projeto de benefícios aos parceiros domésticos que torna mais fácil àqueles não casados, incluindo gays e lésbicas, a tomar decisões pelos parceiros incapacitados e deixar propriedades ao outro.[14]